# Данаил Шишков
Данаил Якимов Шишков е български лекар и предприемач със заслуги към курортния туризъм във Варна.

## Биография
Данаил Шишков е роден на 25 октомври 1876 в Ловеч, в семейството на Яким Шишков. Завършва медицина в Сорбоната, в Париж.
Назначен е за управител-лекар на Свищовската държавна болница. През 1911 година се преселва във Варна, където работи като лекар акушер гинеколог. През 1919 г. д-р Шишков мести кабинета си на ул. Преславска и разполага в него модерно оборудване за рентген, дарсонвализация и хирургични манипулации.
Участва в Първата световна война като запасен санитарен майор, началник на болница в първа полска болница при Трета пехотна балканска дивизия. За отличия и заслуги през втория период на войната е награден с орден „За военна заслуга“, V степен.
Назначен е за общински лекар, управляващ общинската болница "Параскева Николау" с постановление от 27 юни 1921 на Тричленната Комисия на Варненската градска община в състав Юрдан Пекарев, д-р Н. Бочев и Илия Христов. След обвинения за безстопанственост, седмица по-късно Тричленната комисия определя в зданието на същата болница да се устрои и организира с общински средства морски санаториум, като за управител-лекар на този санаториум да се назначи Д-р Шишков. През този период той управлява и частен санаториум във Варна, който през 1923 г. се помещава в зданието на хотел "Ню Йорк", на "Мусалата". В същата сграда днес се помещава Териториална дирекция "Местни данъци".
През 1926 година д-р Данаил Шишков купува голям парцел земя и възлага на инж. Христо Бърнев строителството на най-високата по това време сграда във Варна „Курортен дом Здраве“ – частна клиника с пансион за летовници. Облагородява района като изгражда тротоари и площад. По негова молба общината ангажира Антон Новак със залесяване на района. От тогава пространството остава в паметта на варненци като „Шишковата градинка“.